# Jimmy Fontana

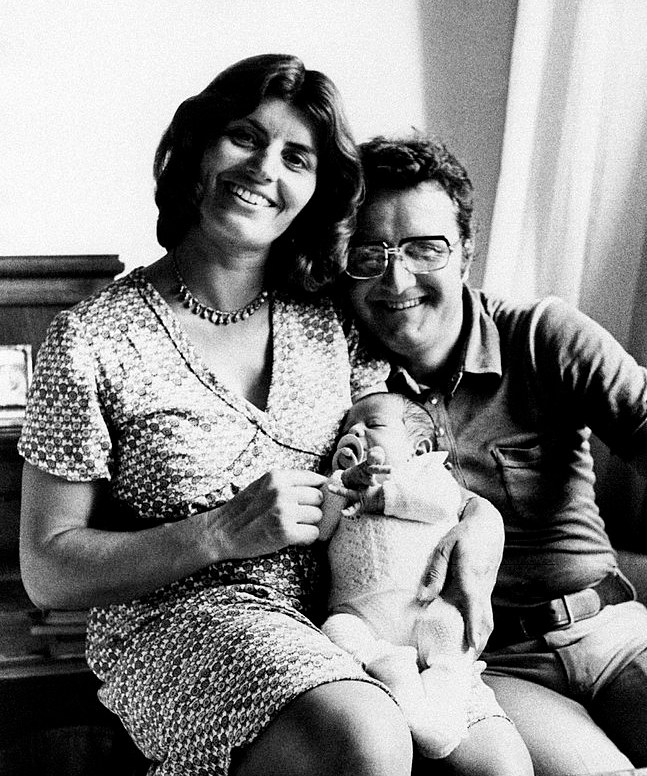
Fontana met vrouw Leda en zoon Roberto in Treia, Italië, ca.1970

Jimmy Fontana (Camerino, Italië, 13 november 1934 - Rome, Italië, 11 september 2013) was een Italiaanse acteur, componist en singer-songwriter. Twee van zijn bekendste nummers zijn "Che sarà" en " Il Mondo". 

## Biografie
Fontana werd geboren als Enrico Sbriccoli in Camerino, Italië. Hij verhuisde na zijn middelbare school naar Rome om economie te studeren. In zijn vrije tijd leerde Fontana zichzelf basgitaar en ging hij naar lokale jazzpodia. Uiteindelijk wijdde hij zich volledig aan de muziek en nam hij de artiestennaam Jimmy Fontana aan.
Begin jaren vijftig begon hij zijn eigen jazzband, Fontana and his Trio, met piano, bas en drums. Aan het einde van dat decennium wendde hij zich tot lichte muziek en begon een solocarrière. Zijn eerste succes was "Diavolo" waarmee hij de derde plaats behaalde op het Festival van Barcelona. Met zijn lied "Bevo" won hij in 1960 een muziekwedstrijd in Viareggio . Zijn eerste deelname aan het Festival van Sanremo kwam in 1961 met "Lady luna", geschreven door Armando Trovajoli en Dino Verde. Zijn eerste single met RCA Records is "Non te ne andare".
In 1965 had Fontana een wereldhit met "Il mondo". Dit lied was gecomponeerd door Fontana en Carlo Pes, gearrangeerd door Ennio Morricone en de tekst kwam van de hand van Gianni Meccia. In Italië bereikte het nummer de eerste positie, in de Nederlandse Top 40 bleef het steken op plek 37. 
In hetzelfde jaar maakte hij zijn debuut als acteur en speelde hij in twee musicarelli, films met veel muzikale nummers, getiteld Viale della canzone en 008 Operazione ritmo. Op het zomerfestival van Cantagiro in 1968 zong Fontana een coverversie van de Tom Jones-hit "Delilah", getiteld "La nostra favola". Dit nummer bereikte de 2e plaats in de Italiaanse hitparade. 
In 1971 werd het nummer "Che sarà", gecomponeerd door Fontana met tekst van Franco Migliacci, uitgevoerd door José Feliciano met de Ricchi e Poveri-groep op het Sanremo Music Festival van dat jaar en won daar de 2e prijs. 
Na "Che sarà" stopte Fontana met het schrijven van liedjes. In 1982 keerde hij hier naar terug, hij schreef het nummer "Beguine" en zong het op het Sanremo Music Festival in 1982, waarmee hij op de 6e plaats eindigde. Dit nummer voerde hij uit samen met zijn zoon Luigi, waarmee hij bleef touren tot zijn dood. Op 79-jarige leeftijd overleed hij in zijn huis in Rome.

## Discografie

### Albums
- Arrivederci (1996)
- Il Mondo (1997)
- I Grandi Successi Originali (2001)

### Nederlandse Top 40
| Single met eventuele hitnotering(en) in de Nederlandse Top 40 | Datum van verschijnen | Datum van binnenkomst | Hoogste positie | Aantal weken | Opmerkingen |
| ------------------------------------------------------------- | --------------------- | --------------------- | --------------- | ------------ | ----------- |
| Il Mondo                                                      |                       | 18-09-1965            | 37              | 1            |             |

### NPO Radio 2 Top 2000
Van Jimmy Fontana stond alleen Il Mondo in 1999 in de NPO Radio 2 Top 2000, op plek 1998.

## Filmografie

### Acteur
- Il Sole è di tutti (1968)
- Quando dico che ti amo (1968)
- Viale della canzone (1965)
- Canzoni in bikini (1963)
- La voglia matta (1962)
- Io bacio, tu baci (1961)